# Adam Campbell (Schauspieler)
Adam Campbell (* 7. November 1980 in Bath, England als Adam Jones) ist ein britischer Schauspieler. Er ist bekannt für seine Rollen in den US-amerikanischen Filmparodien Date Movie und Fantastic Movie.

## Leben
Campbell wurde als Sohn von Jean und Peter Jones geboren.  Er besuchte die Beechen Cliff School, wo er Mitglied der Schauspiel-AG war und in der Musical Youth Theatre Company mitspielte. Nach seinem Abschluss als Schauspieler auf der University of Exeter studierte er von 2001 bis 2004 an der Royal Academy of Dramatic Art. Nach bestandener Prüfung war Campbell auf der Suche nach Rollen und ging in die USA.
Seit dem 28. Oktober 2007 ist Campbell mit der US-amerikanischen Schauspielerin Jayma Mays verheiratet. Beide lernten sich im Jahr 2007 bei den Dreharbeiten zu Fantastic Movie kennen.

## Filmografie (Auswahl)
- 2006: Pop Star
- 2006: Date Movie
- 2007: You Are Here
- 2007: Fantastic Movie
- 2009: Harper’s Island (Fernsehserie)
- 2011: Off the Map (Fernsehserie)
- 2011: Up All Night (Fernsehserie)
- 2012: Fast verheiratet (The Five-Year Engagement)
- 2013: 2 Broke Girls (Fernsehserie, Episode 2x16)
- 2013: Touch (Fernsehserie, 3 Episoden)
- 2014–2021: Navy CIS (NCIS, Fernsehserie, 4 Episoden)
- 2015: Unbreakable Kimmy Schmidt (Fernsehserie, 4 Episoden)
- seit 2016: Great News (Fernsehserie)
- 2016: Wolves at the Door